# Mark Mothersbaugh
 Mark Mothersbaugh (Akron, 1950. május 18. –) amerikai énekes, billentyűs. Az 1970-es évek végén az újhullámos Devo együttes társalapítójaként, énekeseként és billentyűsként vált ismertté, amelynek „Whip It” című száma 1980-ban az Egyesült Államok legjobb 20 kislemeze között volt.

## Pályafutása
Annak ellenére, hogy súlyos rövidlátásban és asztigmatizmusban szenvedett – első szemüvegét hét évesen kapta – már fiatalon erős művészeti tehetséget mutatott. Zongorázni tanult. A zene iránti érdeklődése akkor bontakozott ki, amikor 1964-ben meglátta a The Beatles első fellépését az Ed Sullivan Show-ban. Annak ellenére, hogy súlyos rövidlátásban és asztigmatizmusban szenvedett – első szemüvegét hét évesen kapta – már fiatalon erős művészeti tehetséget mutatott. Zongorázni tanult. A zene iránti érdeklődése akkor bontakozott ki, amikor 1964-ben meglátta a The Beatles első fellépését az Ed Sullivan Show-ban.
Mélyen érintette négy diáktársa halála, akiket a Nemzeti Gárda katonái lőttek le 1970. május 4-én. Elfogta a gondolat, hogy az emberiség inkább visszafejlődik, mintsem előre. 1973-ban rockzenekart alapított barátaival és művésztársaival, (Gerald Casale-lel és Bob Lewisszal) velük terjeszteni „de-evolúció” elméletét.
Az 1980-as években tévésorozatokhoz és filmekhez írt zenét. Több mint 90 sorozat és film dalait írta meg a Devo együttes 1991-es felbomlása után. Mothersbaugh-ot hétszer jutalmazták a BMI Film & TV Awards díjátadón. Háromszor jelölték Emmy-díjra.

## Albumok
- Musik for Insomniaks, Volumes 1 and 2 (1988)
- El mundo de Beakman (1992)
- Tomb Raider II (1997)
- The Adventures of Valdo & Marie (1997)
- Tomb Raider III (1998)
- The Rugrats Movie (1998)
- Joyeux Mutato (1999)
- Mystery Men (1999)
- Rushmore (1999)
- Tomb Raider: The Last Revelation (1999)
- Jak and Daxter: The Precursor Legacy (2001)
- The Royal Tenenbaums (2001)
- Welcome to Collinwood (2002)
- Music for Edward Gorey (2003)
- Los Sims 2 (2004)
- The Life Aquatic with Steve Zissou con Steve Zissou (2005)
- Cloudy with a Chance of Meatballs (2009)
- Ramona and Beezus (2010)
- Un show más (2010-2017)
- Salvando al soldado Pérez (2011)
- 21 Jump Street (2012)
- Hotel Transylvania (2012)
- Cloudy with a Chance of Meatballs 2 (2013)
- La gran aventura LEGO (2014)
- 22 Jump Street (2014)
- Regular Show: The Movie (2015)
- Thor: Ragnarok (2017)
- (Des)encanto (2018)
- The Lego Movie 2: The Second Part (2019)
- The Willoughbys (2020)
- The Croods: A New Age (2020)
- The Mitchells vs. the Machines (2021)

## Filmek
- 2001: Bankrabló csajok

## Díjak
- 2004: Richard Kirk-díj a legjobb film- és televíziós zeneszerzőnek
- 2008: tiszteletbeli doktori cím, Kent State University
- 2016: Akron város kulcsa a County Public Library-tól